# Lamarchea hakeifolia
Lamarchea hakeifolia är en myrtenväxtart som beskrevs av Charles Gaudichaud-Beaupré. Lamarchea hakeifolia ingår i släktet Lamarchea och familjen myrtenväxter.

## Underarter
Arten delas in i följande underarter:
- L. h. brevifolia
- L. h. hakeifolia